# Gouvernement Koetais
Het gouvernement Koetais of Koetaisi (Russisch: Кутаисская губерния; Koetaisskaja goebernija) was een gouvernement (goebernija) van het keizerrijk Rusland in Transkaukasië dat bestond van 1846 tot 1918, en had de hoofdstad Koetais(i). Het ontstond uit het gouvernement Georgië-Imeretië en ging in 1918 op in de Democratische Republiek Georgië. 
Het gouvernement kende van oorsprong zeven districten (okroeg): Zoegdidi, Koetaisi, Letsjchoemi, Ozoergeti, Ratsja, Senak(i) en Sjaropan(i). Het grensde aan het okroeg Soechoemi, de oblast Terek, het gouvernement Tiflis en de oblast Batoemi. Tussen 1883 en 1903 werd het district Soechoemi en de districten Artvin en Batoem van het Oblast Batoem aan het gouvernement toegevoegd, en bereikte het zijn grootste omvang van 36.470 km². In 1903 werden de districten Artvin en Batoemi weer afgescheiden en deel van het opnieuw in het leven geroepen oblast Batoemi. Soechoemi werd in 1905 weer van Koetais afgesplitst en kreeg een aparte status.
Belangrijke vervoersverbindingen in en door het gouvernement werden in deze periode tot stand gebracht. De eerste Georgische spoorlijn opende in 1872 tussen Tiflis en Poti, waarna in 1883 ten behoeve van olietransport uit Bakoe naar de Zwarte Zeehavens een aftakking tussen Samtredia en Batoemi opende. In de daaropvolgende jaren openden ook spoorlijnen naar de mijnstadjes Tsjiatoera en Tkiboeli. De Osseetse Militaire Weg tussen Alagir (Noord-Ossetië, Rusland) en Koetaisi via de 2820 meter hoge Mamisonpas opende in 1889 als alternatief voor de Georgische Militaire Weg. Het Georgische segment van deze weg is tegenwoordig de nationale route Sh16.      